# Morgan County, Colorado
Morgan County är ett administrativt område i delstaten Colorado, USA, med 28 159 invånare. Den administrativa huvudorten (county seat) är Fort Morgan. 

## Geografi
Enligt United States Census Bureau så har countyt en total area på 3 351 km². 3 329 km² av den arean är land och 22 km² är vatten.

### Angränsande countyn
- Logan County, Colorado - nordöst
- Washington County, Colorado - öst, sydöst
- Adams County, Colorado - sydväst
- Weld County, Colorado - väst